# Vít Kárník
Vít Kárník (* 5. Oktober 1926; † 1994 in Prag) war ein tschechischer Geophysiker und Seismologe.
Er entwickelte zusammen mit Sergei Medwedew und Wilhelm Sponheuer die Medwedew-Sponheuer-Kárník-Skala (Abk. MSK-Skala) für die Messung der Intensität von Erdbeben und formulierte die heutige Oberflächenwellen-Magnituden-Skala.